# بنكسية أنيقة
بنكسية أنيقة (الاسم العلمي: Banksia elegans) هي نوع نباتي يتبع جنس البنكسية من فصيلة البروطية.